# Нестеров, Андрей Дмитриевич
Андрей Дмитриевич Не́стеров (1873—1921) — крестьянин, депутат Государственной думы I созыва от Тобольской губернии.

## Биография
Уроженец деревни Антипинское Богандинской волости Тюменского уезда Тобольской губернии (ныне пригород Тюмени). Отец Дмитрий Евдокимович Нестеров (1842—?), земледелец, владелец мелочной лавки в селе Антипинском, мать — Матрёна Васильевна (1852—?), оба из государственных крестьян. Грамоте обучался дома. Учился в Антипинской церковной школе, но курс не окончил. К апрелю 1906 года имел и обрабатывал надельную землю в деревне Антипинской, но жил в Тюмени, где вёл торговлю рогожами и другими кустарными изделиями с торговым оборотом до 10 000 рублей в год. В момент выборов в Думу в партиях не состоял.
26 февраля 1906 года на Богандинском волостном сходе избран (73 шара «за», 9 шаров «против») вместе с Фёдором Алексеевичем Прудаевым (66 шаров «за», 16 шаров «против») для участия в Тюменском уездном избирательном съезде. 5 апреля 1906 года на Тюменском уездном съезде избран выборщиком в губернское избирательное собрание вместе с Иваном Васильевичем Плехановым, представителем Еланской волости, и Львом Степановичем Лазаревым, представлявшем Троицкую волость.
В 1906 году переехал в город Тюмень, где занимался торговлей рогожами, изделиями из дерева, холстом и другими товарами.
15 мая 1906 года при закрытой баллотировке шарами 30 оставшихся участников были избраны двое: С. И. Колокольников (29 «за» при 25 «против») и священник Н. А. Савкин (28 «за» при 26 «против»), остальные не набрали 50 % голосов. На следующий день при повторной закрытой баллотировке на два оставшихся депутатских места Нестеров занял третье место (33 «за» при 23 «против»), но так как священник Савкин отказался от депутатского мандата, А. Д. Нестеров прошёл на его освободившееся место в Государственную думу I созыва от общего состава выборщиков Тобольского губернского избирательного собрания.
В Думе оставался беспартийным, ряд современных источников указывают на членство в думской фракции кадетов, но материалы трудовиков этого не подтверждают. Другой источник указывает, что был внепартийным и по своим взглядам примыкал к партии Народная свобода. Поставил свою под заявлением 10 членов Государственной думы об увеличении числа членов Аграрной комиссии за счет Сибирских депутатов. Подписал ряд запросов, в том числе и касающиеся сибирских тем, а именно запрос о судьбе высланного на три года в Берёзов агронома Н. Л. Скалозубова за то, что в декабре 1905 г. с разрешения администрации руководил (!) съездом уполномоченных от крестьянских и инородческих обществ (министру внутренних дел П. А. Столыпину предлагалось ответить, известны ли ему факты, связанные с высылкой Скалозубова, и какие меры были приняты для возвращения Скалозубова и пресечения к повторению таких случаев?) и запрос об административной ссылке в феврале 1906 г. профессоров и преподавателей Томского технологического института во главе с директором Е. Л. Зубашевым.
После роспуска Думы вернулся в Тюмень.
- 29 ноября 1910 года избран городским собранием гласным Тюменской городской Думы на 1911—1915 гг. Являясь гласным, присутствовал на 30 заседаниях Тюменской городской думы, а пропустил 3.
- 20 января 1911 года избран членом комиссии Тюменской городской думы по оценке недвижимого имущества жителей Тюмени, а 28 февраля 1912 стал членом исполнительной думской комиссии по оценке недвижимости Тюмени на 1912—1915 гг[2].
- 2 марта 1911 года избран кандидатом в члены Тюменской городской управы (набрал 17 избирательных и 15 не избирательных голосов, заняв четвёртое место)[8].
- В октябре 1911 года купил акции «Тюменской Компании Электричества», являющейся правопреемником товарищества «Тюменская электрическая станция»[2].
- В 1911 году был привлечён в качестве свидетеля, по так называемому, судебному «текутьевскому делу» о взятках. Выступая в судебном разбирательстве сделал заявление следующего содержания: «Переехал в Тюмень из деревни и начал торговать в 1906 году. В первый же год обложили в 556 рублей. Когда возвратился из Государственной думы, то мне посоветовали дать Петрову взятку, чтобы он устроил обложение в меньшей сумме. Петров запросил 125 рублей, говоря, что из них Звереву пойдёт 100 рублей, да ему нужно заработать 25 рублей; если, мол дадите 125 рублей то на следующий год можете прав не брать и совсем — пройдёт. Дал 125 рублей Петрову и не брал права два года. Затем в 1909 году перед приездом ревизора князя Контакузена, Зверевым был составлен протокол за уклонение от выборки документов в течение 2-х лет. Лично Звереву взяток не давал. После ухода со службы Петрова никто к нему не приходил и взяток не просил»[9].
- 18 августа 1913 года награждён бронзовой медалью в память 300-летия Царствования Дома Романовых № 33077[2].

Газета «Ермак» обвинила Нестерова в использовании служебного положения. Он занимался поставками продуктов для муниципалитета, скрывая свое имя именами своих рабочих Битюкова и Дороговикова. Тем самым была нарушена статья 106 городского уложения, запрещающая городской управе иметь сделки со своими членами.
В 1919 году при наступлении красных бежал из Тюмени, оставив там детей от первого брака, двухэтажный дом по адресу Базарная площадь 32 и торговую лавку. 29 августа 1919 года представители Отдела Социального обеспечения Косолапов и Полянский произвели опись и конфискацию имущества Нестерова, как не вернувшегося в трёхдневный срок. 16 октября того же года была конфискована торговая лавка вместе с товарами.
Жил в Канске. Работал старшим рабочим по ремонту Московского тракта при отделе Государственного содержания.
Скончался от тифа в ноябре 1921 года в Канске.

## Семья
- Первая жена — Марья Максимовна урождённая ? (1875—до августа 1919)
  - Сын — Николай (1900—?)
  - Сын — Степан (1902—?)
  - Сын — Григорий (1905—?)
  - Дочь — Клавдия (1908—?)
- Вторая жена — Пелагея Николаевна урождённая Жигалова.
  - Дочь — Лидия (6 апреля 1921—?)
- Сестра — Марья Дмитриевна урождённая Нестерова (1880—?)
- Брат — Яков Дмитриевич Нестеров (1882—?)
- Брат — Киприян Дмитриевич Нестеров (1885—?)
- Брат — Данило Дмитриевич Нестеров (1893—?)

### Рекомендуемые источники
- Кононенко А. А. Тюмень на рубеже веков: город и его жители в 1900-1917 гг. Тюмень, 2014. С. 49.

### Архивы
- Российский государственный исторический архив. Фонд 1278. Опись 1 (1-й созыв). Дело 21. Лист 35, 36